# Centro de Investigaciones Sociales sobre el Estado y la Administración
El Centro de Investigaciones Sociales sobre el Estado y la Administración (CISEA) es un centro académico privado fundado en Buenos Aires, Argentina en 1975. Durante la transición democrática argentina, el CISEA funcionó como un think tank para la candidatura de Raúl Alfonsín. Tras la victoria de Alfonsín en las elecciones democráticas de 1983, muchos de los miembros del CISEA dejaron el centro para ocupar roles en varios ministerios del gobierno alfonsinista.

## Miembros
Los miembros originales del centro fueron Jorge F. Sábato (director), Jorge Esteban Roulet, Dante Caputo, y Néstor Lavergne. Durante la dictadura militar (1976 - 1983), otros investigadores importantes fueron incorporados al centro, como en los casos de Jorge Schvarzer, Martín Piñeiro y los investigadores del Programa de Estudios de Historia Económica y Social Americana (PEHESA). Todos los miembros fundadores habían realizado los estudios de posgrado en Francia a través de becas financiadas por la Fundación Ford.

## Historia
El CISEA fue fundado el 1 de julio de 1975 como un centro académico privado enfocado en los saberes del Estado y la administración pública. Los antecedentes del CISEA se encuentran en el marco del Centro de Investigaciones en Administración Pública (CIAP), un centro académico asociado al Instituto Torcuato Di Tella (ITDT) fundado en 1964. Tras algunos años turbulentos entre el CIAP y el consejo directivo del ITDT, el 31 de diciembre de 1974 las relaciones institucionales entre el CIAP y el ITDT terminaron formalmente. De ahí, los investigadores del CIAP fundaron dos centros académicos privados nuevos: el Centro de Estudios de Estado y Sociedad (CEDES), y el CISEA.

### Durante la transición democrática
Durante la transición democrática en Argentina, el CISEA funcionó como un think tank para la candidatura de Raúl Alfonsín, quien resultaría elegido presidente en las elecciones democráticas de 1983 y ocuparía el más alto cargo gubernamental entre 1983 y 1989. Los aportes del CISEA a la campaña electoral de Alfonsín resultaron fundamentales. Por ejemplo, Dante Caputo y Jorge Sábato redactaron muchos de los discursos de Alfonsín, además de aportarle lecturas que el futuro presidente posteriormente utilizaría en sus discursos. Además, muchas de las consignas de la campaña electoral de Alfonsín salieron de las reuniones que tuvo con los investigadores del CISEA. En 1982, Jorge Roulet creó el Centro de Participación Política, un espacio de discusión y capacitación política que fue inaugurado por Alfonsín durante su campaña presidencial. Este centro, junto con el CISEA, también desempeñó un papel importante como una de las fuentes principales de las propuestas para la plataforma electoral de la UCR.

### Durante el gobierno alfonsinista
Con el retorno a la democracia en 1983, muchos de los miembros del CISEA dejaron el centro para ocupar roles en varios ministerios del gobierno alfonsinista. Dante Caputo se desempeñó como Ministro de Relaciones Exteriores durante todo el mandato de Alfonsín. Jorge Sábato ocupó el cargo de Viceministro de Relaciones Exteriores durante 1984-1987 y luego fue nombrado el ministro de Educación y Justicia entre 1987 y 1989. Jorge Roulet fue nombrado Secretario de la Función Pública, y Martín Piñeiro ocupó el cargo de Subsecretario de Economía Agraria.